# Les Bordes-sur-Lez
Les Bordes-sur-Lez är en kommun i departementet Ariège i regionen Occitanien i södra Frankrike. Kommunen ligger  i kantonen Castillon-en-Couserans som ligger i arrondissementet Saint-Girons. År 2018 hade Les Bordes-sur-Lez 169 invånare.

## Befolkningsutveckling
Antalet invånare i kommunen Les Bordes-sur-Lez
Referens: INSEE